# IC 2503
IC 2503 ist eine Spiralgalaxie vom Hubble-Typ S im Sternbild Leo Minor am Nordsternhimmel. Sie ist schätzungsweise 672 Millionen Lichtjahre von der Milchstraße entfernt.
Das Objekt wurde am 2. April 1900 von Stéphane Javelle entdeckt.